# ARMEC

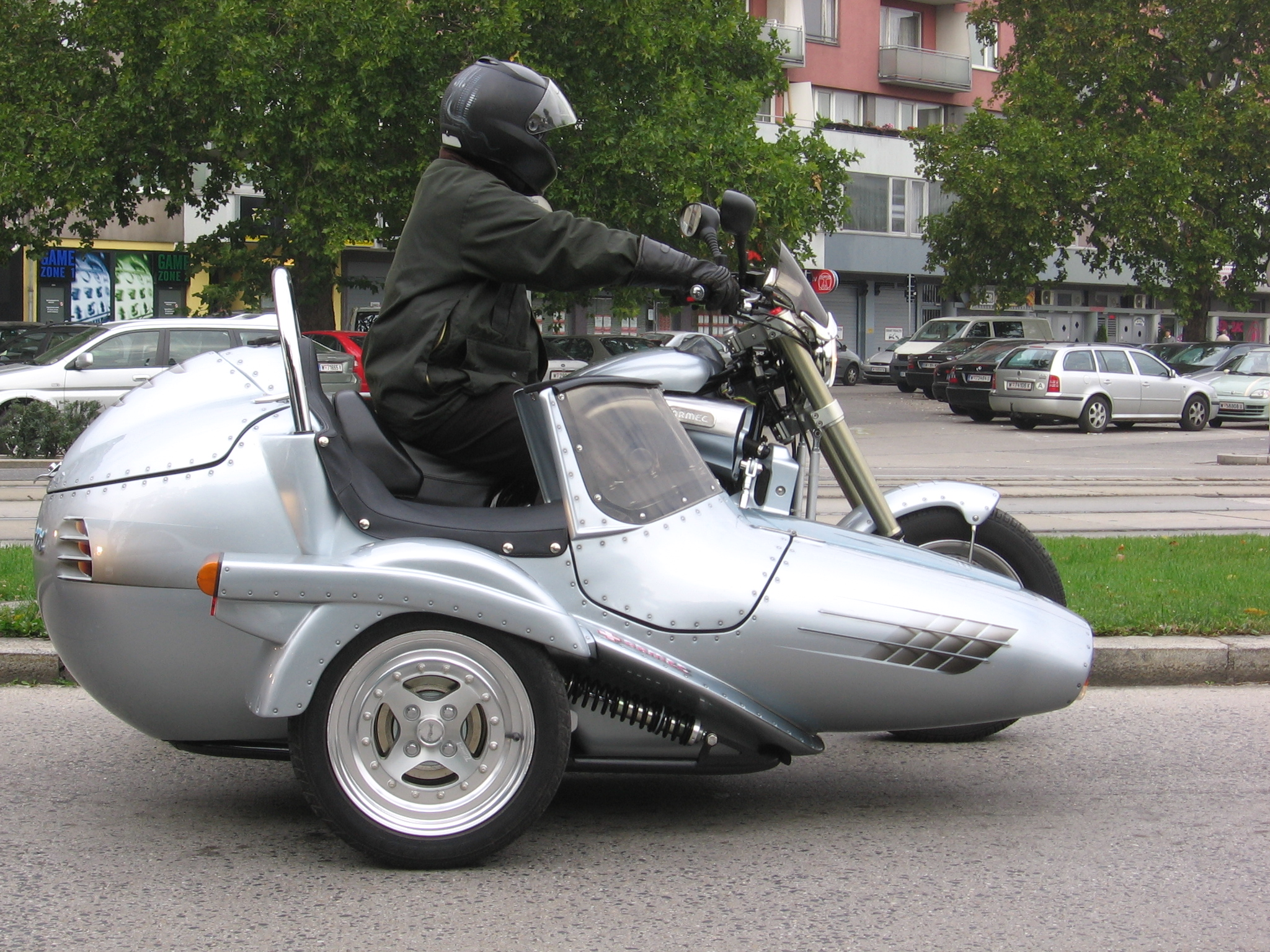
ARMEC-Gespann
(Tremola I mit Yamaha Vmax)

ARMEC Mechanik AG ist ein Fahrzeughersteller mit Sitz in Emmenbrücke, Luzern, der als einziger Hersteller der Schweiz Motorradgespanne anbietet.

## Geschichte
Das Unternehmen wurde 1986 von den Flugzeugmechanikern Kurt und Markus Aregger gegründet. ARMEC (kurz für Aregger Mechanik) stellt eigene Beiwagen und komplette Motorradgespanne her, die weltweit vertrieben werden. Die Seitenwagengespanne von ARMEC sind nach den Herstellerrichtlinien und Auflagen der Straßenzulassungsvorschriften abgenommen und zertifiziert. Daneben bietet ARMEC Beschneiungsanlagen an.

### Schwenker-Gespann
Seit 1986 stellt ARMEC als weltweit erster Hersteller Schwenker-Gespanne in Serie her; der Antrieb für das Seriengespann bildete die seitenwagentaugliche Moto Guzzi-Le Mans. Zwei Uniball-Gelenke, die auf einem Hilfsrahmen auf der Fahrzeuglängsachse liegen, erlauben der Zugmaschine nach rechts eine Schräglage bis zu 30 Grad, in Linkskurven begrenzt die Reifenhaftgrenze die Schräglage. Der Beiwagen bleibt dabei nahezu waagerecht. Das vordere Gelenk liegt um einige Zentimeter höher als das hintere Gelenk und erzeugt so einen Spurversatz, der einen «Mitlenkeffekt» des Beiwagens (Modell Tremolino oder Sidewinder) zur Folge hat.

### Gespannbau
Der Hersteller ARMEC liefert seit 1988 komplette Motorradgespanne aus; einzelne Komponenten wie Hilfsrahmen oder Umbausätze für Eigenbauten sind nicht verfügbar. ARMEC hat von BMW-Motorrad die Werksfreigabe unter anderem für den Umbau der Modelle R 1200 R, R 1200 RT, R 1200 GS, K 1200 GT erhalten. Triumph Motorcycles erlaubt ebenfalls den Umbau der Triumph Rocket III zu einem Motorradgespann. Damit entsteht für das Zulassungsverfahren im öffentlichen Straßenverkehr kein Mehraufwand. Darüber hinaus ist der Umbau und die Einzelabnahme von Motorrädern der Marken Honda, Kawasaki, Moto Guzzi, Suzuki und Yamaha zu Gespannen möglich.

### Beiwagen
Folgende Beiwagen werden bei ARMEC eigenständig produziert:
- Sidewinder, einsitziger Beiwagen (Schwenker-Gespanne)
- Tremolino, einsitziger Beiwagen (Schwenker- und Rollergespanne)
- Bullet, einsitziger Beiwagen (klassische Gespanne)
- Tremola I, einsitzer Beiwagen (klassische Gespanne)
- Tremola II, eineinhalb Sitzer. Der Einstieg erfolgt über die von vorne zu öffnende Haube. Zusätzlich verfügt der Beiwagen über einlaminierte Sicherheitsgurtaufnahmen und Knautschzone.
- Stradale, luxuriöser Zweisitzer. Mit Verdeck, Sonnendach, Innenauskleidung und einer 78 cm breiten Sitzfläche.[8]